# Biuro Odbudowy Stolicy

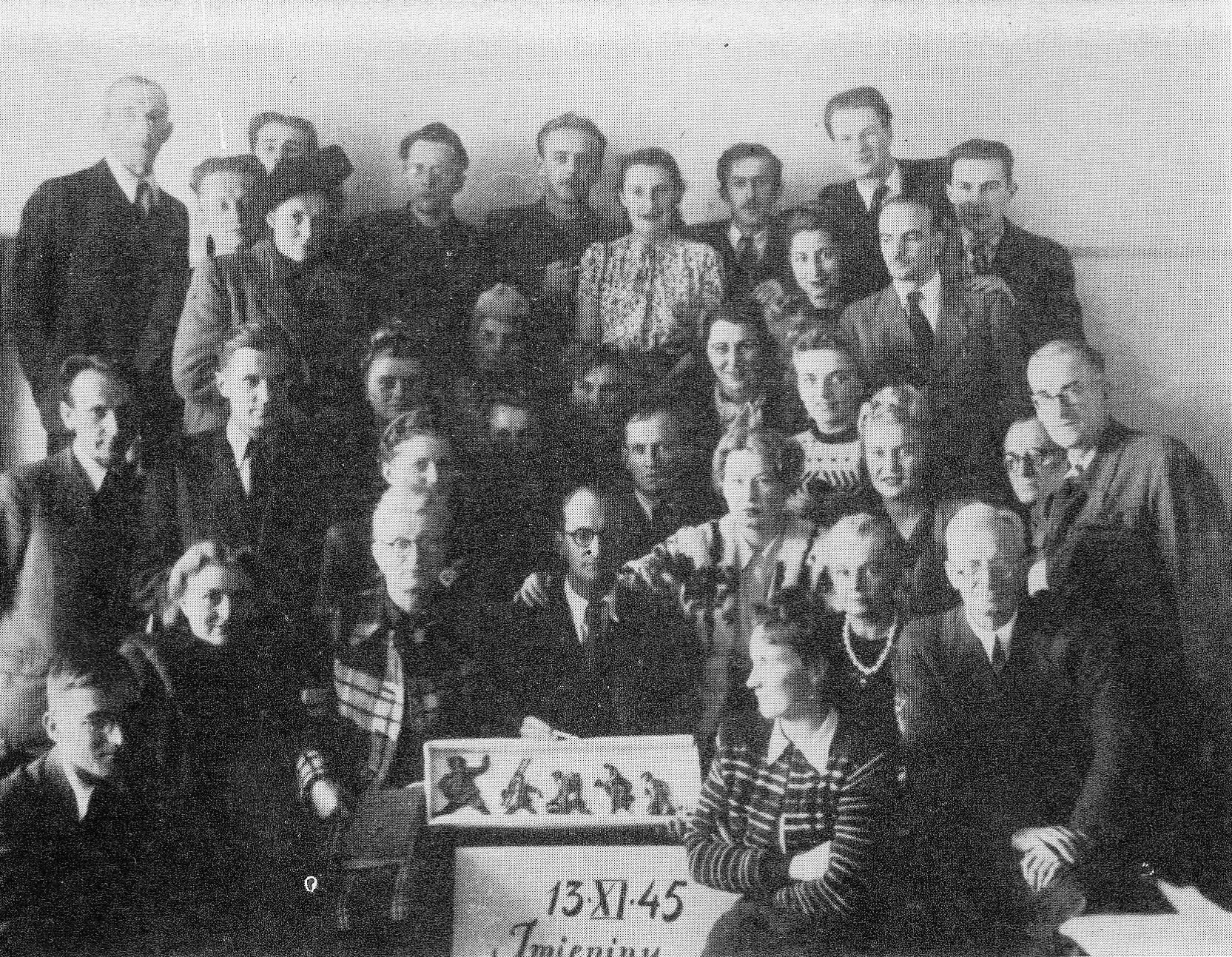
Pracownicy Wydziału Architektury Zabytkowej BOS w 1945 roku

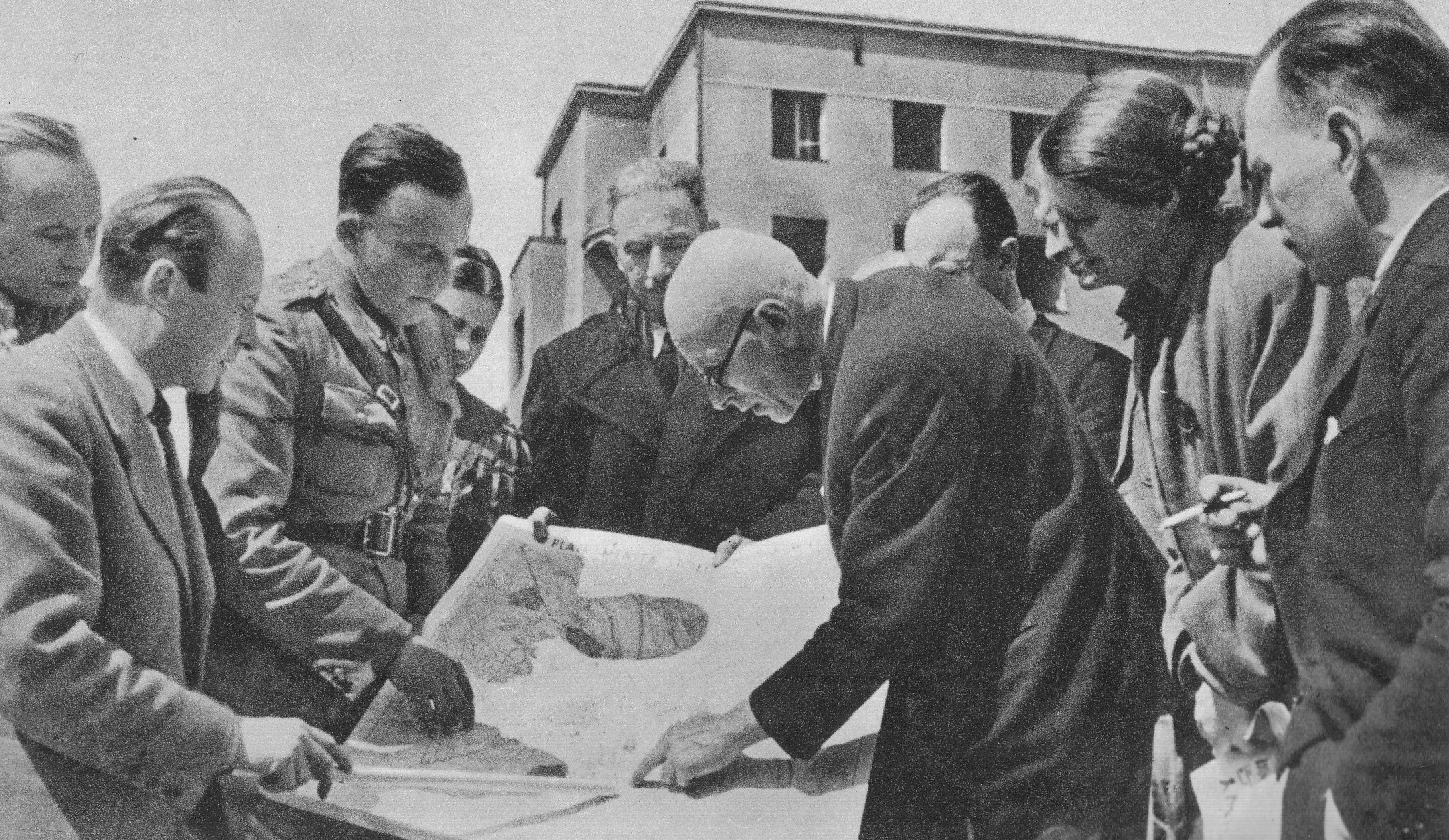
Roman Piotrowski (w środku) z pracownikami BOS

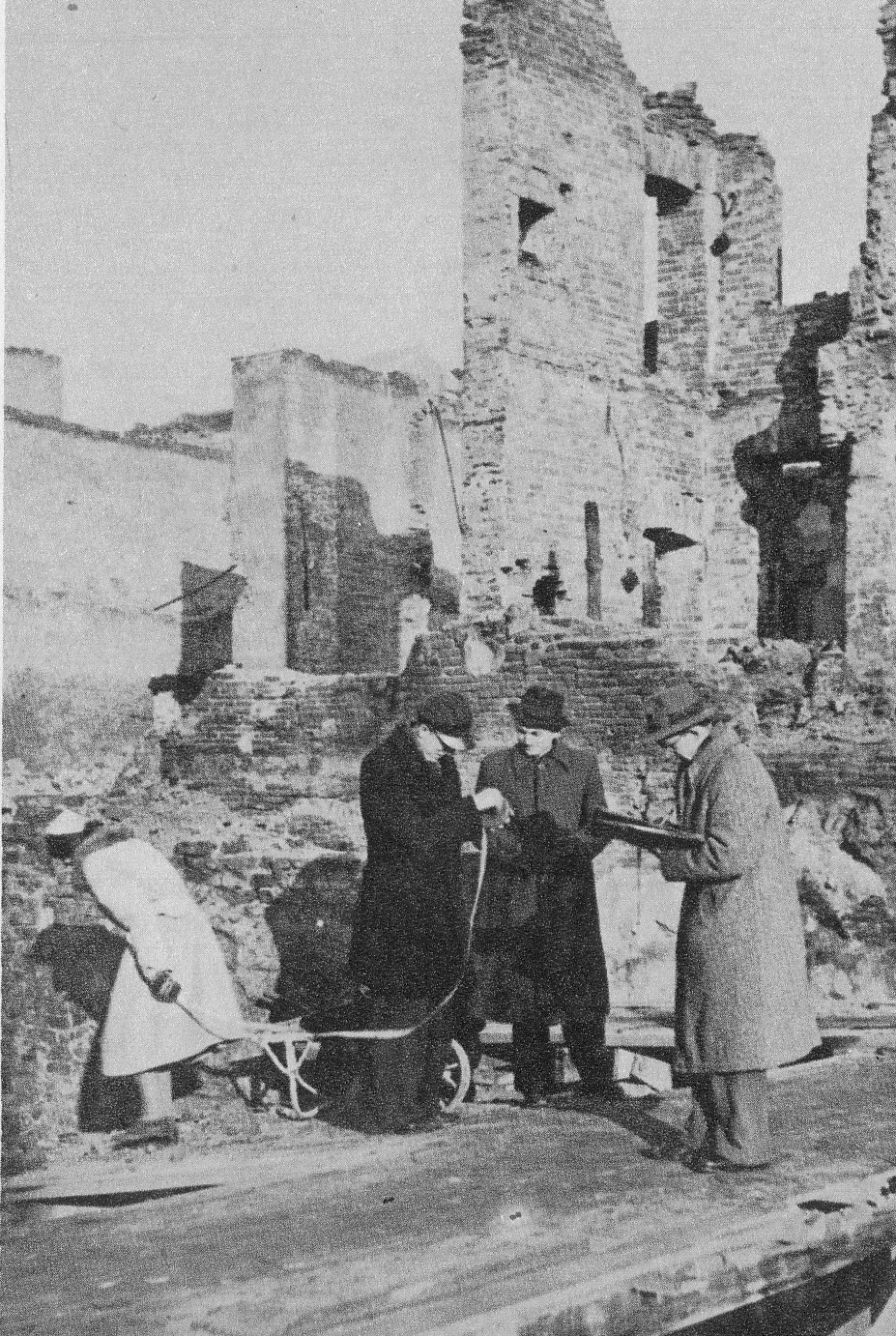
Inwentaryzacja zniszczonych zabytków przez pracowników BOS w 1945 roku

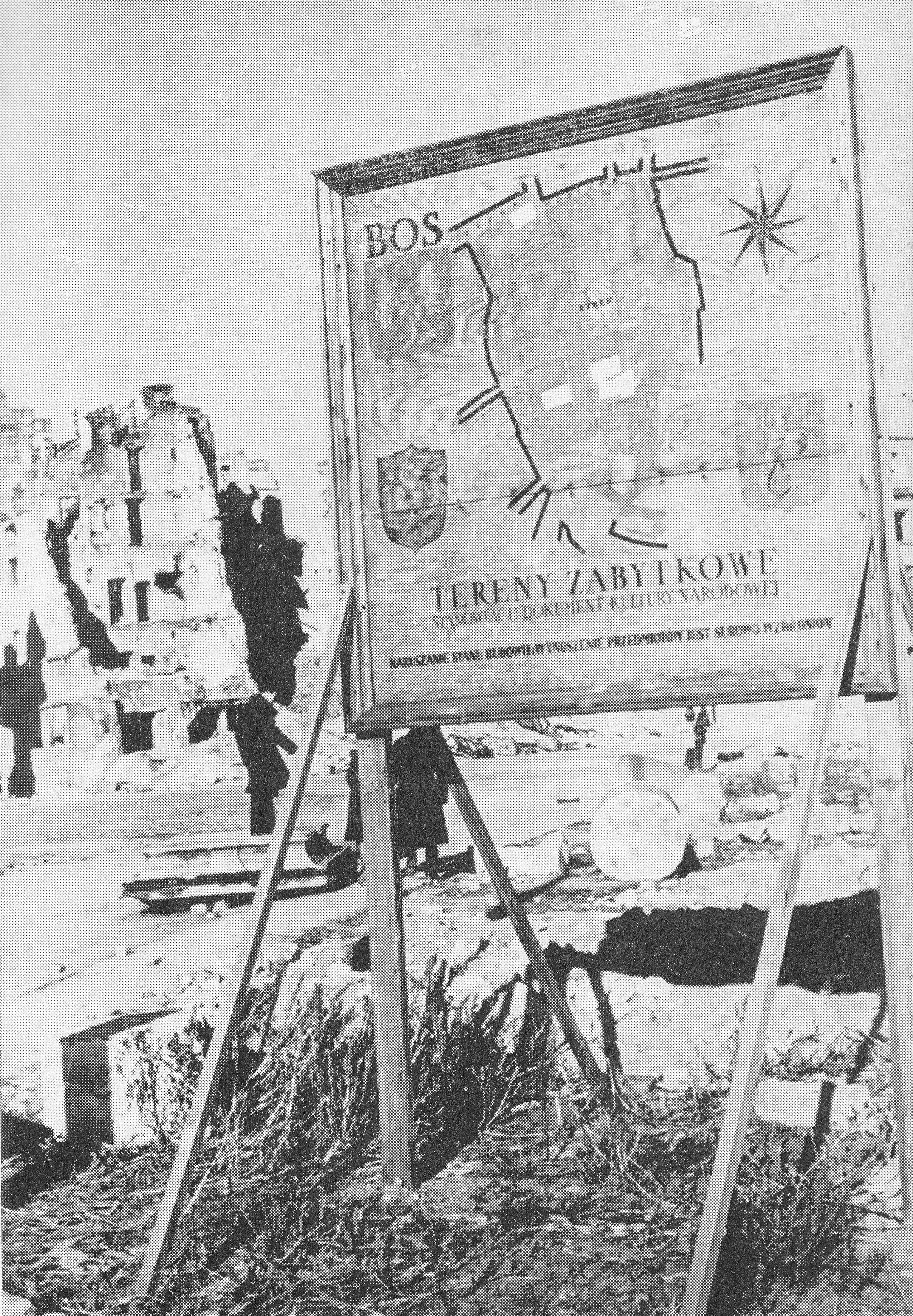
Tablica Biura Odbudowy Stolicy na placu Zamkowym

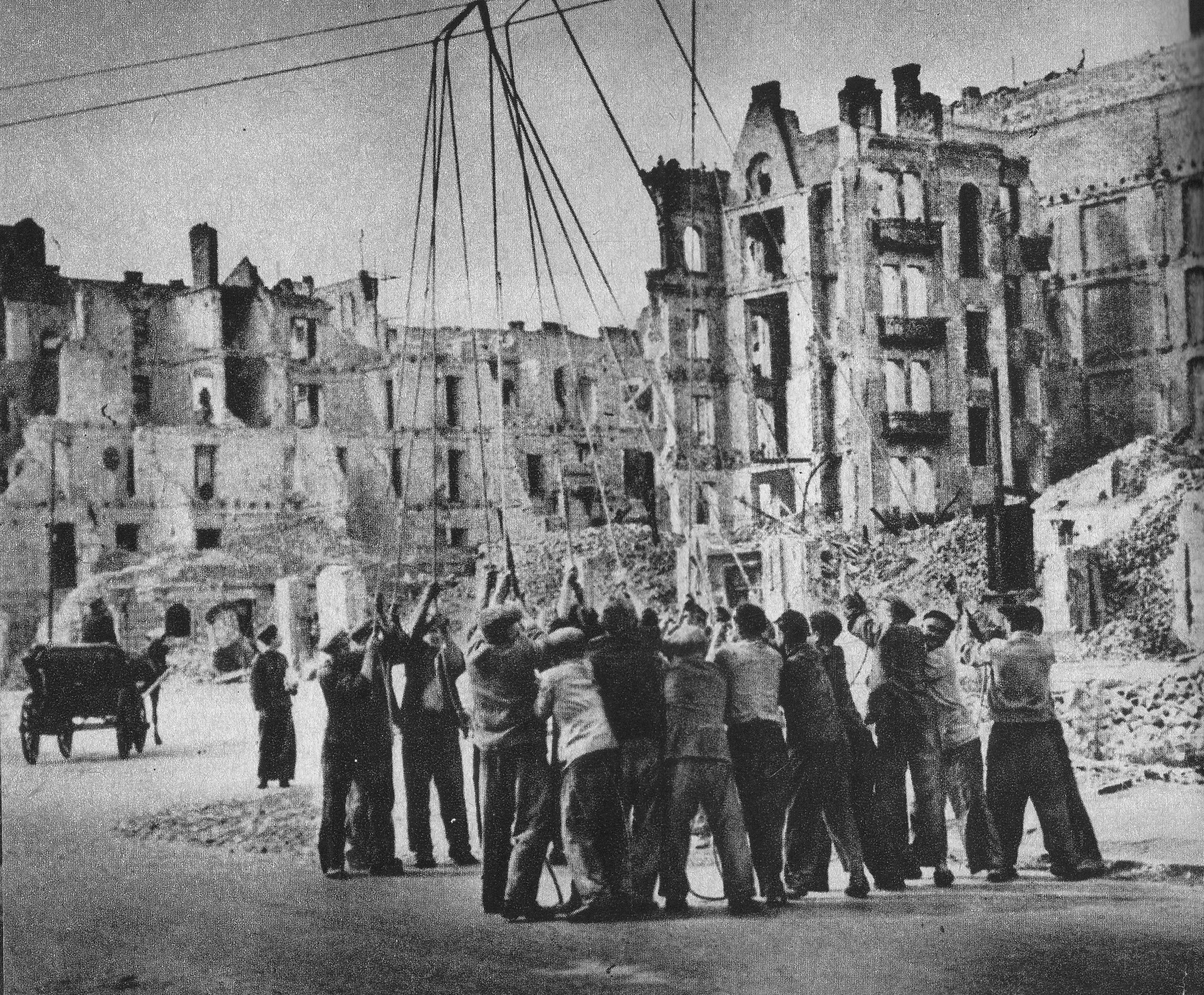
Wyburzanie zniszczonych budynków na placu Powstańców Warszawy w 1945 roku

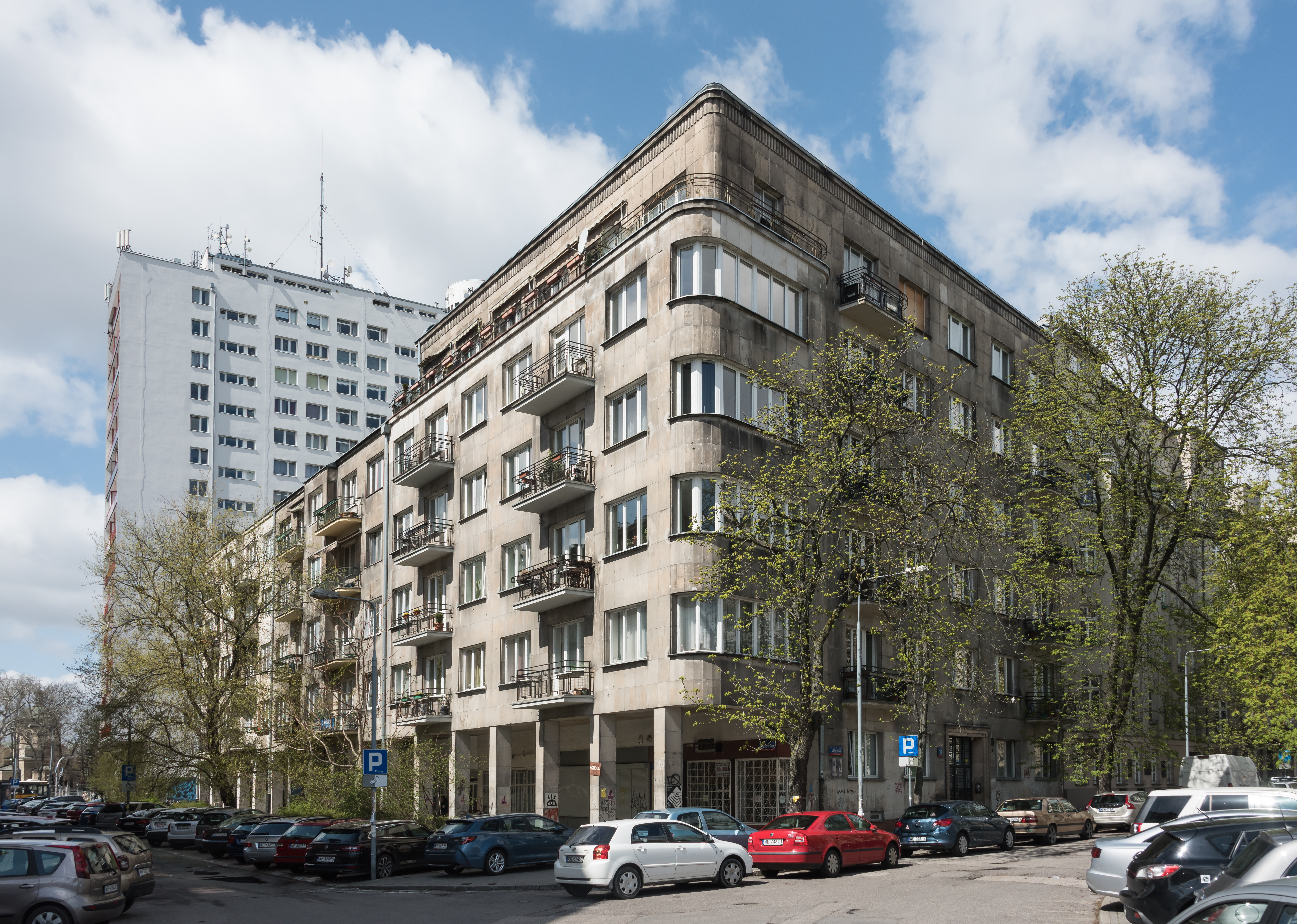
Kamienica przy ul. Chocimskiej 33 zajmowana w latach 1945–1951 przez Biuro Odbudowy Stolicy

Biuro Odbudowy Stolicy (BOS) – instytucja powołana w 1945 dekretem Krajowej Rady Narodowej w celu odbudowy Warszawy zniszczonej w czasie II wojny światowej.

## Opis
Biuro Odbudowy Stolicy powstało 14 lutego 1945 z przekształcenia Biura Organizacji Odbudowy Warszawy powołanego 22 stycznia 1945 przez prezydenta miasta Mariana Spychalskiego, kierowanego przez Jana Zachwatowicza. Decyzję władz miejskich o powołaniu BOS usankcjonowała Krajowa Rada Narodowa w dekrecie z dnia 24 maja 1945 roku o odbudowie m. st. Warszawy.
Kierownikiem BOS został Roman Piotrowski, a jego zastępcami Józef Sigalin oraz Witold Plapis. Początkowo zabezpieczało ono i inwentaryzowało ocalałe relikty zabudowy miasta.
Pierwsza siedziba BOS znajdowała się w kamienicy Ludwika Tarnowskiego (Spółdzielczego Stowarzyszenia Mieszkaniowego Ministerstwa Robót Publicznych) przy ul. Kowelskiej 4 na Nowej Pradze. W lutym 1945 sekretariat BOS został przeniesiony do kamienicy przy ul. Chocimskiej 33. Szybko zwiększające zatrudnienie BOS zaczęło także wykorzystywać sąsiednie kamienice przy ul. Chocimskiej 35 oraz przy ul. Skolimowskiej 1 i 3, dom przy ul. Sędziowskiej 3 na Ochocie, a także ocalałe pawilony Szpitala Ujazdowskiego. W najmniej zniszczonych dzielnicach, na Bielanach, Żoliborzu, Mokotowie i Saskiej Kępie, powstały lokalne pracownie BOS. Wydział Architektury Zabytkowej utworzył oddziały na Starym Mieście i w Łazienkach Królewskich. Duża grupa pracowników Biura wraz z rodzinami mieszkała m.in. na osiedlu domków fińskich na Jazdowie.
Biuro pełniło funkcje miejskiej pracowni urbanistycznej, administracji budowlanej, inspekcji budowlanej i urzędu konserwatorskiego. W 1945 roku w skład BOS wchodziły następujące wydziały:
- Wydział Urbanistyki
- Wydział Architektury i Inżynierii
- Wydział Architektury Zabytkowej
- Wydział Inżynierii
- Wydział Planowania Gospodarczego
- Wydział Propagandy
- Wydział Zleceń
- Wydział Nadzoru
- Wydział Pomiarów
- Wydział Administracyjno-Gospodarczy
- Samodzielny Dział Personalny
- Samodzielny Dział Kontroli
- Sekretariat Generalny

W lutym 1945 roku w centrali BOS przy ul. Chocimskiej uruchomiono stołówkę. W maju 1945 roku z inicjatywy Józefa Sigalina przy BOS powstał klub sportowy z sekcjami: lekkoatletyczną, bokserską, piłki nożnej, strzelecką, gier sportowych, tenisową, sportów wodnych i sportów zimowych. Biuro uruchomiło również ośrodek wczasowy w Świdrze (tzw. Bosówkę).
W lipcu 1945 BOS zatrudniało ok. 1500 osób – architektów, urbanistów, inżynierów różnych specjalności, ekonomistów i prawników.
Wydziałowi Architektury Zabytkowej (WAZ) należy zawdzięczać odbudowę Starego i Nowego Miasta, Traktu Królewskiego i Łazienek. Pracownikami WAZ byli m.in. Jan Zachwatowicz i Piotr Biegański.
Biuro Odbudowy Stolicy było współorganizatorem wystawy „Warszawa oskarża”, otwartej 3 maja 1945 w Muzeum Narodowym w Warszawie. W marcu i kwietniu 1945 przeprowadzono tzw. akcję czerwonych tablic: na obiektach zabytkowych, często całkowicie zburzonych, umieszczono ok. 800 charakterystycznych czerwonych tablic z orłem i białym napisem BOS – Budowla Zabytkowa, stanowiąca dokument kultury narodowej. Naruszenie stanu budynku jest surowo zakazane. Spełniły one ważną rolę w propagowaniu idei ochrony zespołów zabytkowych. W październiku 1945 BOS zaczął wydawać tygodnik „Skarpa Warszawska”, przekształcony później w „Stolicę”. Czasopismo stało się ważnym miejscem dyskusji urbanistycznych i społecznych dotyczących przyszłości miasta. Dla odbudowywanych z pomocą BOS domów zaprojektowano specjalną tabliczkę z cyrklem i napisem Odbudowa kraju.
W latach 1947–1949 zrealizowano Trasę W-Z z tunelem przebitym pod ul. Miodową i Krakowskim Przedmieściem, której wytyczanie i budowa ujawniły wiele problemów związanych ze znajdującymi się przy niej zabytkami. Do 1952 odbudowano Stare Miasto, Krakowskie Przedmieście i Nowy Świat, a także części ulic Miodowej, Długiej i Senatorskiej oraz placów Teatralnego i Bankowego – jednak niekonsekwentnie, częściowo i w luźny sposób nawiązując do przedwojennej zabudowy, czasami nawet w dość poważnym stopniu zmieniając ich przedwojenny charakter.
W pracach BOS wykorzystano szereg propozycji urbanistycznych zawartych w przedwojennym projekcie generalnym rozwoju Warszawy, który w 1937 otrzymał złoty medal na wystawie światowej „Sztuka i technika w życiu codziennym” w Paryżu. Biuro zajmowało się także zabezpieczaniem istniejącej zabudowy miasta, w tym trzykrotną szczegółową inwentaryzacją stanu zabudowy.
Od 1945 roku stopniowo ograniczano kompetencje BOS. W sierpniu 1945 roku miasto przejęło zarządzanie drogami i mostami, a w marcu 1946 roku − inspekcję budowlaną. Utworzona w połowie 1946 roku Warszawska Dyrekcja Odbudowy przejęła od BOS prowadzenie inwestycji, a we wrześniu tego samego roku zlikwidowano Wydział Architektury Zabytkowej (jego zadania przejął Urząd Konserwatorski Miasta Stołecznego Warszawy). Od 1947 roku BOS był głównie biurem urbanistycznym. W lipcu 1947 roku zatrudniało 500, w styczniu 1948 roku 280 a w czerwcu tego roku − 193 osoby. Biuro Odbudowy Stolicy zostało zlikwidowane w 1951 rozporządzenim Rady Ministrów z 6 września 1950 roku.
Ze względu na ogrom zniszczeń w Warszawie skrót BOS rozszyfrowywano także żartobliwie jako Boże Odbuduj Stolicę.
Akta Biura Odbudowy Stolicy przechowywane są w Archiwum Państwowym w Warszawie, gdzie stanowią jeden z najcenniejszych zbiorów materiałów archiwalnych. Trwa ich digitalizacja. Zbiór składa się z 14 679 teczek zawierających mapy, plany, projekty, zapiski inwentaryzacyjne i zdjęcia z lat 1945–1953. Jest unikatowym zapisem skali zniszczeń miasta podczas II wojny światowej i jego odbudowy, niemającej precedensu w całej powojennej Europie. Zniszczone zabytki odtwarzano wbrew ówczesnej doktrynie konserwatorskiej, nie zalecającej rekonstrukcji obiektów historycznych. W 2011 akta BOS wraz z 44 archiwaliami z innych krajów wpisano na listę Pamięć Świata prowadzoną przez UNESCO.

## Kontrowersje
Duże kontrowersje budzą niektóre działania Wydziału Urbanistyki BOS – wiele kamienic, które przetrwały wojnę, zostało z nakazu BOS-u zniszczonych (choć często wymiany wymagały tylko spalone dachy i stropy). W ten sposób zniszczona została duża część zabudowy m.in. ulic Chłodnej, Elektoralnej, Ogrodowej, Granicznej, Leszna, Wolskiej i Marszałkowskiej. Znane są też przykłady ideologicznego niszczenia elewacji budynków i skuwania rzeźb pod pretekstem ich „porządkowania”, „unowocześniania” oraz „pozbywania się wątpliwej jakości ozdób”.

## Osoby związane z BOS (m.in)[35][36]
- Helena Balicka − ekonomistka i pisarka
- Piotr Biegański − architekt i konserwator zabytków
- Jan Bieńkowski − konserwator zabytków
- Anna Boyé-Guerquin − architektka, członkini Szarych Szeregów
- Teodor Bursze − architekt
- Jerzy Brabander − architekt
- Barbara Brukalska − architektka
- Stanisław Brukalski − architekt
- Maria Chodźko-Zachwatowicz − architektka
- Jacek Cydzik − architekt i konserwator zabytków, żołnierz AK
- Zofia Cydzikowa − konserwatorka zabytków
- Anna Czapska − architektka i konserwatorka zabytków
- Jan Dąbrowski − architekt i konserwator zabytków
- Krystyna Dobrowolska − architektka
- Jan Dobrowolski − architekt
- Zofia Döllinger − pielęgniarka
- Czesław Duchnowski – architekt i urbanista
- Stanisław Dziewulski − architekt i urbanista
- Jan Grudziński − architekt
- Tadeusz Iskierka − architekt
- Stanisław Jankowski ps. „Agaton” − architekt, żołnierz Wojska Polskiego, cichociemny, oficer wywiadu Armii Krajowej
- Konstanty Kokozow − architekt
- Mikołaj Kokozow − architekt
- Halina Kosmólska-Szulc − konserwator zabytków
- Mieczysław Kuzma − architekt i konserwator zabytków, rzeźbiarz
- Longin Majdecki − architekt krajobrazu i historyk sztuki
- Kazimierz Marczewski − architekt i urbanista
- Roman Piotrowski − architekt i polityk
- Wojciech Piotrowski − architekt, żołnierz Wojska Polskiego
- Wacław Podlewski − architekt i urbanista, konserwator zabytków
- Witold Plapis − architekt i architekt krajobrazu
- Alina Scholtz − architektka zieleni
- Kazimierz Adam Saski − architekt, urbanista i konserwator zabytków
- Eleonora Sekrecka − architektka
- Józef Sigalin − architekt i urbanista, żołnierz I Armii Wojska Polskiego, polityk
- Halina Skibniewska − architektka i urbanistka, polityczka
- Zygmunt Skibniewski − architekt i urbanista, polityk
- Marian Spychalski − architekt, żołnierz Gwardii Ludowej i Armii Ludowej, polityk
- Helena Syrkusowa − architektka[37]
- Szymon Syrkus − architekt, pełnił funkcję zastępcy kierownika BOŚ[37]
- Stanisław Szurmak − architekt
- Hanna Szwankowska − varsavianistka
- Włodzimierz Wapiński − architekt
- Jerzy Wasilewski – architekt
- Jan Zachwatowicz − architekt i konserwator zabytków
- Juliusz Wojciech Zamecznik − plakacista i fotograf
- Stanisław Zamecznik − architekt, artysta plastyk, wystawiennik, grafik, scenograf

## Wybrane publikacje o działalności BOS
- Warszawa niezaistniała, J. Trybuś, Muzeum Powstania Warszawskiego, Warszawa 2012, ISBN 978-83-60142-56-1
- Budujemy nowy dom. Odbudowa Warszawy w latach 1945-1952, J. S. Majewski, T. Markiewicz, Dom Spotkań z Historią, Warszawa 2012, ISBN 978-83-62020-51-5
- Z kilofem na kariatydę. Jak nie odbudowano Warszawy, A. Bojarski, Książka i Wiedza, Warszawa 2013, ISBN 978-83-05-13623-5
- Spór o odbudowę Warszawy: od gruzów do reprywatyzacji, T. Fudala, Muzeum Sztuki Nowoczesnej w Warszawie, Warszawa 2020, ISBN 978-83-64177-39-2
- Najlepsze miasto świata. Warszawa w odbudowie 1944-1949, G. Piątek, W.A.B. Warszawa 2020, ISBN 978-83-280-3725-0
- Sny o Warszawie. Wizje przebudowy miasta 1945-1952, K. Mordyński, Prószyński i S-ka, Warszawa 2021, ISBN 978-83-8234-061-7

## Upamiętnienia
- 14 lutego 1985 na frontowej ścianie kamienicy przy ul. Chocimskiej 33 odsłonięto tablicę pamiątkową o treści: W tym budynku 14 lutego 1945 roku rozpoczął pracę BOS Biuro Odbudowy Stolicy[38]. Tablica zaginęła w niewyjaśnionych okolicznościach[39]. W kwietniu 2020 na fasadzie budynku odsłonięto nową tablicę informacyjną MSI upamiętniającą BOS[40].
- We wrześniu 2020 alei parkowej biegnącej od placu Na Rozdrożu do ul. Jazdów nadano nazwę alei Biura Odbudowy Stolicy[41].